# Nora (Schiff)
Die Nora war ein italienisches Frachtschiff. Sie war das erste Schiff, das die britische Blockade durchbrach und mit einer Ladung Waffen, Munition und anderer militärischer Ausrüstung am 1. April 1948 Palästina erreichte. Mit ihrer Ladung konnte die Operation Nachschon bewaffnet werden, was dem Verlauf des Palästinakriegs eine entscheidende Wendung gab.

## Hagana-Waffenschiff
Am 2. Dezember 1947 wurde Ehud Avriel von David Ben Gurion mit einem Auftrag nach Europa geschickt, auf dem Schwarzmarkt Waffen und militärische Ausrüstung im Wert von 300.000 Dollar zu beschaffen und bis spätestens am 10. Februar 1948 per Schiff nach Tel Aviv zu bringen. Vor dem Hintergrund des strikten britischen Waffenembargos und der Seeblockade, wie auch der unsicheren Verhältnisse im Nachkriegseuropa und im beginnenden Kalten Krieg, war der Erfolg dieses Unternehmens sehr ungewiss.
Über den Kontaktmann Adam-Robert Avramowitsch trat Avriel in direkte Verhandlung mit der tschechischen Waffenfabrik Zboroyovka, von der er mit Billigung der UdSSR insgesamt 4500 Gewehre, 200 Maschinengewehre und Munition im Wert von 750.000 Dollar bezog. Das internationale Verbot solcher Waffenverkäufe wurde umgangen, indem die Waffen als Lieferung an Äthiopien deklariert wurden. Das Material wurde per Frachtschiff über die Donau nach Jugoslawien und dann per Güterzug in den Hafen von Šibenik transportiert, wo es erst Anfang März eintraf.
Mit der Beschaffung eines Transportschiffs wurden andere Mossad-Mitglieder beauftragt, doch durch schlechte Kommunikation und interne Feindseligkeiten zwischen den Schlüsselpersonen stand Anfang März 1948 kein Schiff zur Verfügung. Avriel organisierte daraufhin auf eigene Faust die Nora, die Anfang März in Venedig von privaten jüdischen Schiffshändlern für Avriel gekauft wurde. Vor der Überfahrt nach Šibenik wurde die Nora mit 300 Tonnen Zwiebel- und Kartoffelsäcken sowie Holzplatten beladen, die später als Tarnung für die tatsächliche Ladung dienen sollten. Die italienische Mannschaft wurde über die tatsächliche Ladung und Fahrziel der Nora in Unkenntnis gelassen.
Am 19. März lief die Nora im Hafen von Šibenik ein und wurde mit den Waffen beladen. Die italienische Mannschaft, der nun der Zweck der Fahrt nicht mehr verheimlicht werden konnte, wurde mit erhöhtem Lohn und versteckter Drohung davon abgehalten, die Nora zu verlassen.
Während der Überfahrt nach Tel Aviv geriet die Nora östlich von Kreta in einen schweren Sturm und musste in der Bucht von Larnaka Zuflucht suchen. Dort wartete sie in direkter Nachbarschaft von zwei britischen Zerstörern, die der Seeblockade vor Palästina gegen die illegale Einwanderung angehörten, das Ende des Sturms ab. Ihr Auftrag und ihre geheime Ladung blieben dabei unentdeckt. Nach vier Tagen konnte die Nora weiterfahren und erreichte am 1. April Tel Aviv. Während der Ankerung näherte sich einer der beiden britischen Zerstörer, die bei Larnaka neben der Nora geankert hatten, und umkreiste die Nora. Aus Furcht, entdeckt und verhaftet zu werden, erlitt der italienische Kapitän einen Nervenzusammenbruch. Spontan zog sich ein Mossad-Agent die Kapitänsjacke an und grüßte den Zerstörer ganz in der maritimen Tradition, worauf der Zerstörer zurückgrüßte und abdrehte. Die militärische Ladung der Nora konnte unbehelligt gelöscht werden und wurde direkt in der Operation Nachschon eingesetzt.
Die starke Verzögerung der Waffenlieferung um insgesamt sieben Wochen erwies sich als Schwachstelle in der jüdischen Waffenbeschaffung. Da für die anstehende Operation Nachschon Ausrüstung von anderen Kampfschauplätzen im Land abgezogen wurden, wurde die Verteidigung des Jischuw empfindlich geschwächt. Als Konsequenz wurde einerseits am 28. März das Lufttransportkommando (Air Transport Commando) eingerichtet, das insgesamt 3000 Tonnen Material mit Commando- und Constellation-Transportflugzeugen nach Israel transportierte. Andererseits wurde der Palyamnik Schaul Avigur als Koordinator für Waffentransportschiffe der Hagana eingesetzt.